# Leonard Nelson
Leonard Nelson (11. července 1882 Berlín, Německo – 29. října 1927 Göttingen, Německo) byl německý matematik a profesor filosofie.
Ve své práci kritické k Hegelovi navazoval na pokračovatele Jakoba F. Friese a spolu s Kurtem Grellingem stojí za myšlenkou Grelling-Nelsonova paradoxu. Je také známý svou obhajobou práv zvířat ve své práci System of Ethics.
Ve dvacátých letech položil základy moderní sokratovské metody spolu s pedagožkou a pozdější socialisticky orientovanou členkou německého odboje Minnou Specht založil školu v Hesensku, kde byla v duchu této metody vyučována mládež především v oblasti politického vzdělání.
Nelson trpěl nespavostí a v roce 1927 podlehl zápalu plic.